# Considered Dead
Considered Dead es el álbum debut del grupo canadiense de death metal técnico Gorguts.

## Lista de canciones
1. "...And Then Comes Lividity" – 0:44
2. "Stiff and Cold" – 4:25
3. "Disincarnated" – 4:29
4. "Considered Dead" – 3:34
5. "Rottenatomy" – 4:46
6. "Bodily Corrupted" – 3:42
7. "Waste of Mortality" – 4:38
8. "Drifting Remains" – 3:44
9. "Hematological Allergy" – 4:11
10. "Inoculated Life" – 3:52

## Miembros
- Luc Lemay - Voz, guitarra solista, guitarra rítmica
- Sylvain Marcoux - Guitarra solista
- Eric Giguere - Bajo
- Stephane Provencher - Batería

- Datos: Q3543779